# Pombal kommun, Brasilien
Pombal är en kommun i Brasilien.   Den ligger i delstaten Paraíba, i den östra delen av landet, 1 500 km nordost om huvudstaden Brasília. Antalet invånare är 32 117.
Följande samhällen finns i Pombal:
- Pombal

Omgivningarna runt Pombal är huvudsakligen savann. Runt Pombal är det ganska glesbefolkat, med 21 invånare per kvadratkilometer.